# Velka
Velka este o localitate din comuna Dravograd, Slovenia, cu o populație de 31 de locuitori.